# 神州青年服務社
神州青年服務社（英語：（CYSRC）），簡稱神州社，成立於1977年，為香港一個親台（中華民國）的團體，總部位於香港九龍深水埗區大埔道75號威信商場1樓1室。以「關心兩岸，服務香港」為宗旨，現任社長出缺，代社長為張文龍。
該團體社員大部份是香港人，也有少數大陸人和台灣人。前社長林偉棠：「新世代香港人在遊行時接觸到青天白日滿地紅旗，有興趣了解更多，最後加入成為社員。」

## 背景
神州青年服務社是香港一個親中華民國團體，關注台港事務及兩岸四地的發展，主要工作方向為服務社區基層。

## 立場
- 關心民族事務：促進台灣兩地交流，致力三民主義，統一中國（兩岸民主統一）；推動民族教育，紀念中華民國抗戰歷史，爭取對日本索償；發揚同胞愛心，支援泰國北部同胞教育。
- 推展民主運動：倡導民權教育，爭取香港全面普選，落實主權在民；支持大陸民主化，聲援平反六四民運。
- 服務社區基層：以服務南昌人，建設新社區為目標，關注民生維護市民權益，提供社區及義工服務，推廣青少年文康教育活動。

## 簡介
前社長梁漢華先生在1999年至2007年期間，曾擔任深水埗區區議員，直至2007年香港區議會選舉競逐連任失敗，其後並於2007年年尾卸任社長職務。
2008年，前社長梁漢華卸任，由林偉棠先生接任社長，成立林偉棠社區服務處，並於2012年成功連任至2016年初卸任。
在2008年香港立法會選舉中，神州青年服務社支持第8號候選人社會民主連線創黨主席的黃毓民先生參選九龍西立法會議員選舉並為其助選。
2016年3月18日，前社長林偉棠先生卸任；由陳穎志先生接任社長。
2016年3月18日，神州青年服務社支持第五屆立法會候選人普羅政治學苑主席黃毓民參戰九龍西及香港復興會主席陳云根參戰新界東，並為其助選。
2017年6月23日，前社長陳穎志先生卸任；由陳志宏先生接任社長。
2018年12月23日，前社長陳志宏先生卸任；由鄭仲文先生接任，並且成立鄭仲文社區服務處。
2020年3月16日，前社長鄭仲文以公務繁忙為理由辭任,社長一職由張文龍先生代理，直至任期結束為止。

## 歷任社長
| 姓名   | 任期      | 簡歷                               |
| ------ | --------- | ---------------------------------- |
| 梁漢華 | 1999-2007 | 前深水埗區區議員                   |
| 林偉棠 | 2008-2016 | 前深水埗南昌北/南高級社區發展主任  |
| 陳穎志 | 2016-2017 | 國立暨南國際大學香港校友會創會會長 |
| 陳志宏 | 2017-2018 |                                    |
| 鄭仲文 | 2018-2020 | 前西貢區區議員                     |
| 張文龍 | 2020-今   | 代理社長                           |

## 選舉

### 1999年香港區議會選舉
時任社長梁漢華以一二三民主聯盟名義，在深水埗區南昌北選區參選，獲得1031票，擊敗只得645票的民建聯候選人游明泰，成功當選區議員。

### 2003年香港區議會選舉
前社長梁漢華在深水埗區南昌北選區參選，獲得1355票，擊敗只得537票的挑戰者李永昌，成功連任區議員。

### 2007年香港區議會選舉
前社長梁漢華在深水埗區南昌北選區競逐連任，最終只得624票，不敵民建聯的鄭泳舜912票及民協的梁欐898票，宣告連任失敗。

### 2011年香港區議會選舉
神州青年服務社高級社區發展主任方鏗強（方家輝）以神州青年服務社, 人民力量，民主陣線的名義，在深水埗區議會南昌南選區參選，結果獲得531票，不敵對手李詠民，宣告落選。
神州青年服務社社區主任盧蔚然以神州青年服務社（只做了一屆社員）、前線、人民力量名義，參選南昌北選區，以296票落敗。

### 2015年香港區議會選舉
神州青年服務社時任社長林偉棠先生出選深水埗南昌南（F06）選區；挑戰時任區議員李詠民，以786票落敗。

### 2019年香港區議會選舉
- 神州青年服務社時任社長鄭仲文先生出選西貢區議會德明（Q25）選區，得5,420票，以1,200票優勢擊敗親中派公民力量候選人陳志豪，並成功贏得議席。
- 神州青年服務社社員溫子衆以人民力量名義出選黃大仙區議會東頭選區（H08）選區，得3,822票，以163票之差擊敗建制派候選人、時任黃大仙區議會主席李德康，成功奪得議席。

## 外部連結
- 香港神州青年服務社 （页面存档备份，存于）
- 神州青年服務社到日本駐港總領事館示威
- 神州青年服務社的Facebook專頁
- 神州青年頻道 （页面存档备份，存于）